# 김진만 (음악가)
김진만(金鎭滿, 1972년 2월 25일 ~ )은 대한민국의 음악가이다. 자우림에서 베이스를 맡고 있다.

## 학력
- 반포초등학교 졸업
- 신반포중학교 졸업
- 세화고등학교 졸업
- 서울대학교 인류학과 졸업

## 가족 관계
- 아버지: 김의규 (1935년 8월 17일~2024년 10월 26일)
- 형제동생: 김진효, 김진일